# 正義の味方はあてにならない
「正義の味方はあてにならない」（せいぎのみかたはあてにならない）は、SMAPの2枚目のシングル。1991年12月6日にビクター音楽産業から発売された。

## 概要
Panasonicのパーソナルファックス「おたっくす」のCMソング。CMソングとしては3枚目のシングル「心の鏡」が引き継いだ。
カップリングの「KISS OF FIRE」はPanasonicのパーソナルワープロ「スララ」のCMソング。こちらは6枚目のシングル「雪が降ってきた」のカップリング曲「100万の言葉」が引き継いだ。
「正義の味方はあてにならない」の作詞はこれが初参加である小倉めぐみで、森浩美に次いで初期のSMAPの楽曲の作詞に関わっている人物である。作曲は馬飼野康二。馬飼野康二名義では初参加だが、前作にJimmy Johnson名義で参加しているため正確には2度目の参加。馬飼野も後にSMAPの楽曲を数多く手がけることになる。
「正義の味方はあてにならない」は、木村のみにソロパートがあり、その他のメンバーがガヤや掛け声を入れている。
「正義の味方はあてにならない」は1995年11月22日発売のアルバム『BOO』（リミックスバージョン）、2001年3月23日発売のベスト・アルバム『Smap Vest』に収録されている。
カップリング「KISS OF FIRE」は1992年1月1日発売のアルバム『SMAP 001』に収録されている。

## 予約特典
SMAPオリジナルシースルーポスター。

## 収録曲
1. 正義の味方はあてにならない
作詞:小倉めぐみ / 作曲:馬飼野康二 / 編曲:新川博
  - SMAP出演 Panasonic「おたっくす」CMソング
2. KISS OF FIRE
作詞:森浩美 / 作曲:馬飼野康二 / 編曲:船山基紀
  - SMAP出演 Panasonic「スララ」CMソング
3. 正義の味方はあてにならない（オリジナル・カラオケ）
4. KISS OF FIRE（オリジナル・カラオケ）

## 収録アルバム
- SMAP 001（#2）
- BOO（#1）
  - リミックス・バージョンを収録。
- Smap Vest（#1）

## 映像作品
正義の味方はあてにならない
- 1992.1 SMAP 1st LIVE「やってきましたお正月!!」コンサート
- SEXY SIX SHOW
- LIVE pamS
  - 稲垣が謹慎中の為4人で披露
- Clip! Smap! コンプリートシングルス（PV映像）

KISS OF FIRE
- 1992.1 SMAP 1st LIVE「やってきましたお正月!!」コンサート
- SEXY SIX SHOW

## ライブ・パフォーマンス
正義の味方はあてにならない
- 『ミュージックステーション』（1991年11月8日、テレビ朝日）
発売前にテレビ初披露
- 『SMAP×SMAP』（2004年9月6日、関西テレビ・フジテレビ）
この回の音楽コーナー「Memorippies」のテーマ「新学期の始めに聴きたいSMAP SONG」にて5人体制 初披露。